# Kyaukpyu
Kyaukpyu est une ville de l’État d'Arakan en Birmanie. 

## Démographie
En 1983, la ville avait une population de 19 456 habitants.